# Pulse - Scossa mortale
Pulse - Scossa mortale (Pulse) è un film del 1988 diretto da Paul Golding.

## Trama
Un'intelligenza aggressiva e paranormale viaggia attraverso la rete elettrica di Los Angeles, muovendosi di casa in casa e prendendo il controllo degli elettrodomestici per fare del male, o peggio, uccidere le persone che vi abitano, spostandosi nella casa successiva una volta compiuto l'omicidio.
Dopo che il proprietario vedovo di una villetta in un tranquillo sobborgo viene trovato morto dentro la sua abitazione semidistrutta ed allagata, nessuno si rende conto che il responsabile è l'impulso elettrico intelligente, che nel frattempo si è già spostato nella casa dei Rockland, abitata da Bill, un uomo divorziato, e la sua nuova compagna Ellen.
Sarà il figlio di Bill, David, arrivato a Los Angeles per passare con il padre le vacanze estive, ad accorgersi sulla sua pelle di cosa sta accadendo realmente.

## Produzione e distribuzione
Il film è stato girato durante l'anno 1987 e distribuito nei cinema a partire da marzo 1988, con un budget stimato di 6 milioni di dollari.